# Cikawungading
Cikawungading is een bestuurslaag in het regentschap Tasikmalaya van de provincie West-Java, Indonesië. Cikawungading telt 6962 inwoners (volkstelling 2010).